# 马克思主义政治经济学
马克思主义政治经济学，也称马克思主义经济学，马克思在其著作《资本论》中闡述了該學說的基本观点。马克思研究了资本主义经济学的理论和英国歷年的经济统计资料，对资本主义经济学理论进行了分析和批判。马克思提出了剩余价值理论，认为劳动的付出没有得到同样的回报，剩余价值被没有付出劳动的“资本”（資本階級）所剥削。生产资料的私人占有和产品的社会化必然会导致产生周期性的经济危机，解决的办法只有实行计划经济。
在西方國家，學術界習慣區分馬克思主義經濟學與作為政治意識形態的馬克思主義；馬克思主義經濟學被視為新古典主義經濟學之外的一種體系被人們研究，未必牽涉無產階級革命的必然性，或計劃經濟與自由市場孰優孰劣的問題 。

## 基本觀念
馬克思的主要經濟學著作是《資本論：政治經濟學批判》，共三冊，馬克思在世時只出版第一冊，所餘由恩格斯整理出版。馬克思早期曾出版《政治經濟學批判》一書，其內容大半被後來的《資本論》吸納。此外，馬克思準備《資本論》時的草稿後來也以《政治經濟學批判大綱》為名出版，對於研究馬克思的方法論具有相當價值。
馬克思對資本主義的分析始於對商品的分析，《資本論》開頭第一句話就是：
|  | 资本主义生产方式占统治地位的社会的财富，表现为“庞大的商品堆积”，单个的商品表现为这种财富的元素形式。因此，我们的研究就从分析商品开始。 |

簡言之，根據勞動價值學說，商品的價值決定於其中凝結的社會必要勞動時間。此外商品也具有使用價值及交換價值，詳如後述。然而資本家購買的是工人的勞動力，而非工人實際付出的勞動量，是以商品中凝結的價值分成三份：
- 生產資料的價值
- 資本家支付的勞動價值
- 資本家未支付的勞動價值

最後一項稱為剩餘價值。馬克思認為市場遮蓋了資本主義生產模式下的社會關係，這種顛倒被他稱作商品拜物教。

### 使用价值
使用价值是省略了所有者和所有权的换值或交换价值。
比如，喝水与买水。喝水时一般只考虑水的使用价值，买水时考虑换值。当我们喝水的时候，是我们与外界环境相交换；当我们买水的时候，也是我们与外界环境相交换，不过这是与外界环境的某一个具体的子集相交换（比如，张三或李四）。我们喝的水是外界环境的水。当我们把外界环境连同外界环境的所有权一并省略时，就剩下水了。但是买水不同，买水不能省略所有者和所有权。因此说，用值或使用价值是省略了所有者和所有权的换值或交换价值。

### 劳动二重性
生产商品的劳动分為具体劳动和抽象劳动二重属性。具体劳动和抽象劳动是同一劳动的两个方面，具体劳动创造商品的使用价值，抽象劳动创造商品的价值。正是由于抽象劳动这种同质的一般人类劳动在商品中的凝结，才形成了商品的价值，构成商品交换的基础。
- 具体劳动：抽象劳动的对称。是在一定的劳动目的，操作方法，劳动对象，劳动手段和劳动结果下进行的劳动。
- 抽象劳动：具体劳动的对称。撇开劳动具体形式的一般无差别的人类生理学上的劳动耗费。

### 劳动对象
劳动对象指劳动本身所对应的客体，比如耕作的土地，纺织的棉花等。包括两大类。一是自然界的物质，即未经人类加工过的自然物。一是人类劳动加工过的，用做原材料的产品。

## 馬克思與古典經濟學
馬克思的經濟學說以當時最著名的英國政治經濟學家為起點，其中包括了亞當·斯密、托馬斯·羅伯特·馬爾薩斯與大衛·李嘉圖。
斯密在《國富論》中主張市場經濟最重要的特徵是它容許生產力快速增長。斯密認為市場的茁壯刺激了分工，而這又反過來加強生產力。馬克思在這方面與斯密持同樣觀點。在《剩餘價值理論》中，馬克思說：「我們看到亞當·斯密在對剩餘價值及資本的分析上超越了重農主義……。根據他們的看法，只有一種特殊的勞動－農業勞動－創造剩餘價值。但是對於亞當·斯密，展現的卻是一般社會勞動－無論用途為何－的價值，這只是必要勞動的量。無論剩餘價值採取利潤、地租或利息的次級形式，都不外是這種勞動的一部分，由勞動物質條件的持有者在與活的勞動相交換時挪用。」
馬爾薩斯在《人口學原理》中主張人口增長是工資保持在最低生活所需的主因。馬克思發展了另一套工資理論。馬爾薩斯的理論是非歷史的，他僅假設了一種抽象的、放諸四海皆準的人口原理；馬克思則給出了資本主義多餘人口如何決定工資的理論，這些多餘人口的起因是經濟的，而非生物學的（馬爾薩斯的理論）。這套理論通常被稱為馬克思的產業後備軍理論。
李嘉圖發展了資本主義內部的分配理論，亦即關於社會的產出如何在各階級間分配的理論。這套理論的成熟形式存在於他的名著《政治經濟學及賦稅原理》：基於勞動價值理論，產品的價值等於其中凝結的勞動。而利潤源自社會的產出，工資與利潤成負相關──利潤的增加以工資降低為代價。馬克思在《資本論》中的形式分析泰半建基於李嘉圖的理論。

## 批判
弗拉基米尔·德米特里耶夫、拉迪斯劳斯·博特基威茨及後來的批評者都指出勞動價值理論與利潤率下降法則矛盾；而一旦這些錯誤被「修正」了，價格與利潤就不再由商品的成本及剩餘價值決定。此外，置鹽定理表明：在真實工資不變的前提下，技術創新能提高利潤率。不過此定理涉及較複雜的模型（斯拉法模型）與種種假設，在學界內仍有爭議；置鹽信雄本人認為，長期來看他的定理與利潤率下降律並不衝突。
從1970年代起，這些主張在馬克思主義經濟學中引發許多爭議 。例如 Andrew Kliman 就認為不必再試圖修正這套理論，也不值得再進行任何研究。另一些學者，如保罗·斯威齐等人，則認為必須修正馬克思的經濟學理論。
從1980年起，時間性單一系統詮釋（Temporal Single System Interpretation）的支持者主張這些矛盾源於後人的錯誤解讀，他們認為一旦馬克思的理論被解讀為「時間的」、「單一的」，則先前一切矛盾都迎刃而解。某些屬於這派的學者還進一步主張，迄今一切針對馬克思經濟學的批判都只是詮釋問題 。
马克思经济学说认为工人阶级最终会取代所有阶级成为唯一阶级，导致阶级的消亡，但是有反对者指出马克思的理论仅仅涉及了阶级的对立，并没有解释阶级是如何产生和如何转化的，反对者认为阶级总会不停产生，是无法消亡的。然而, 阶级的出现是社会的分工和社会的发展必然产生的产物,阶级的出现本质也是由私有制导致的. 当社会发展时，代表经济关系的方式将会改变,这主要是因为旧系统无法维持其自身的矛盾，尤其是在阶级之间。新系统将取代旧系统，旧统治阶级将被取代，这意味着那些代表旧制度中某些劳动分工的人，可以从新制度中获利，并成为新阶级。

### 对文学批评和翻译学的影响
马克思的著作中（主要是《资本论》第一卷）提及的工业社会以及机械对人造成的伤害的大量案例被后现代主义者借用，成为后现代主义者消解工业文明元话语的依据之一。由此提出反对理性，让人回归真正的自由。

### 奧地利學派的觀點
奧地利經濟學派的成員歐根·博姆-巴維克從另一方面提出批判。他主張《資本論》第一卷的價值理論與第三卷第九章的價格理論衝突，無法解釋在市場競爭的環境下，商品的價值如何轉變為平均價格。
奧地利經濟學派是第一群有系統地挑戰馬克思經濟學的學者，這一部份是受到針對經濟歷史學派的方法學論戰影響，而奧地利經濟學派關心的貨幣、資本及景氣循環等問題也與《資本論》重疊。

## 當前發展
馬克思主義經濟學並非出自馬克思一人之手。在馬克思過世後，許多人接手發展這套體系。在非主流經濟學的討論中，通常會納入馬克思主義經濟學。
在中國之外，歐美許多大學均有開設馬克思主義經濟學的課程，例如美國的麻薩諸塞大學阿默斯特分校、麻州大學波士頓分校、河濱加州大學、緬因大學、新學院、密苏里大学堪萨斯城分校、科羅拉多州立大學、猶他大學；英國的利茲大學、曼徹斯特大學、倫敦大學亞非學院，荷蘭的马斯特里赫特大学與德國的不萊梅大學、以及雪梨大學政治經濟學系。
專門探討馬克思主義經濟學的西方期刊包括有 Capital and Class, Historical Materialism, 《每月评论》與 《反思马克思主义》 等等。
在日本，馬克思主義經濟學的研究目前分成四個學派：正統派、宇野學派、市民社會派與數理化馬克思經濟學派。

### 引用
1. ↑  . The New School.   [2007-08-23]. （原始内容存档于2008-04-29）. （页面存档备份，存于）
2. ↑  Munro, John. . University of Toronto.   [2007-08-23]. （原始内容存档于2007-10-20）. （页面存档备份，存于）
3. ↑  《制度经济学、主流经济学、价值理论的融合》
4. ↑  V. K. Dmitriev, 1974 (1898), Economic Essays on Value, Competition and Utility. Cambridge: Cambridge Univ. Press
5. ↑  Ladislaus von Bortkiewicz, 1952 (1906–1907), "Value and Price in the Marxian System", International Economic Papers 2, 5–60; Ladislaus von Bortkiewicz, 1984 (1907), "On the Correction of Marx’s Fundamental Theoretical Construction in the Third Volume of Capital". In Eugen von Böhm-Bawerk 1984 (1896), Karl Marx and the Close of his System, Philadelphia: Orion Editions.
6. ↑  M. C. Howard and J. E. King. (1992) A History of Marxian Economics: Volume II, 1929–1990, chapter 12, sect. III. Princeton, NJ: Princeton Univ. Press.
7. ↑  M. C. Howard and J. E. King. (1992) A History of Marxian Economics: Volume II, 1929–1990, chapter 7, sects. II-IV. Princeton, NJ: Princeton Univ. Press.
8. ↑   See M. C. Howard and J. E. King, 1992, A History of Marxian Economics: Volume II, 1929–1990. Princeton, NJ: Princeton Univ. Press.
9. ↑  Andrew Kliman, Reclaiming Marx's "Capital": A Refutation of the Myth of Inconsistency, Lanham, MD: Lexington Books, 2007
10. ↑  Andrew Kliman, Reclaiming Marx's "Capital",  Lanham, MD: Lexington Books, p. 208
11. ↑  Schools （页面存档备份，存于）. HETecon.com. Retrieved on: August 23, 2007.
12. ↑  .   [2014-06-19]. （原始内容存档于2014-06-15）. （页面存档备份，存于）. HETERODOX ECONOMICS GRADUATE PROGRAMS

## 外部連結
- （英文） Marxian Economics
- （英文） Marxian Political Economy （页面存档备份，存于）
- （英文） The Neo-Marxian Schools
- （英文） Outline of Political Economy e-mail list （页面存档备份，存于）
- （英文） International working group on value theory （页面存档备份，存于）